# زلزال أمبون 2019
زلزال أمبون زلزال وقع في 26 سبتمبر 2019، في تمام الساعة (07:46) بتوقيت شرق إندونيسيا (الساعة 23:46 يوم 25 سبتمبر بالتوقيت العالمي). ضرب زلزال مقاطعة مالوكو بإندونيسيا، بالقرب من عاصمة المقاطعة أمبون. بلغ قوة الزلزال 6.5 درجة على مقياس ريختر. قتل الزلزال ما لا يقل عن 24 شخصًا، وأصاب المئات.

## القوة
قالت هيئة المسح الجيولوجي الأميركية أن زلزالًا بقوة 6.5 درجات حسب مقياس ريختر ضرب الخميس قبالة أرخبيل الملوك في شرق إندونيسيا، لكن لم يتم إصدار تحذير من حصول تسونامي. وضرب الزلزال الذي تم تحديد مركزه على بعد 37 كيلومترا شمال شرق جزيرة أمبون في الساعة 8:46 صباحا بالتوقيت المحلي على عمق 29 كيلومترا.

## الخسائر
أوضح مسؤولون بإدارة مكافحة الكوارث الإندونيسية أن الهزة الأرضية وقعت في الصباح الباكر بالتوقيت المحلي، أيقظت من خلالها السكان في عدة مناطق منها مدينة أمبون عاصمة الإقليم الواقعة على بعد نحو 40 كيلومترا من مركز الزلزال، وصرح الجيولوجيين باستبعاد حدوث موجات مد بحري عاتية تسونامي. وقالت الهيئة الوطنية لإدارة الكوارث في جاكرتا إن القتلى سقطوا بسبب سقوط أنقاض المباني، كما أظهرت بيانات الهيئة أن العديد من المباني والمنشآت العامة تضررت من الزلزال ومنها مبان حكومية وجامعية، ورصدت شروخ في جسر رئيسي في مدينة أمبون. وشهدت عدة مناطق انقطاع اللكهرباء بعد الزلزال.

## الاستجابة
أعرب رئيس إندونيسيا جوكو ويدودو عن تعازيه لذوي ضحايا للزلزال، وذكر أن الضحايا المتضررين ستتحمل الحكومة الإندونيسية رسومهم الطبية. أصدر المجلس الوطني الإندونيسي لإدارة الكوارث فاتورة بنحو مليار روبية (حوالي 70،000 دولار أمريكي) كتمويل فوري و515 مليون روبية كدعم لوجستي لإدارة أضرار الزلزال. أصدرت وزارة الشؤون الاجتماعية هي الأخرى فاتورة بنحو 1.1 مليار روبية في صورة تمويل لتخفيف أضرار الزلزال.